# Kiko Seike
Kiko Seike (jap. 清家 貴子, Seike Kiko; * 8. August 1996 in Nishitōkyō, Präfektur Tokio) ist eine japanische Fußballspielerin.

## Karriere

### Verein
Seike spielte in der Jugend für die Urawa Reds Ladies. Sie begann ihre Karriere bei Urawa Reds Ladies. Sie trug 2014 zum Gewinn der Nihon Joshi Soccer League bei.

### Nationalmannschaft
Seike wurde 2019 in den Kader der japanischen Nationalmannschaft berufen und kam bei der Ostasienmeisterschaft zum Einsatz. Sie absolvierte ihr erstes Länderspiel für die japanische Nationalmannschaft am 11. Dezember gegen Taiwan.
Am 13. Juni 2023 wurde sie für die WM-Endrunde nominiert. Bei der WM, die für die Japanerinnen mit einer Viertelfinalniederlage gegen Schweden endete, wurde sie dreimal eingewechselt.

## Erfolge

### Verein
Urawa Reds Ladies
- Nihon Joshi Soccer League: 2014

### Nationalmannschaft
- Fußball-Ostasienmeisterschaft der Frauen: 2019